# Blaesoxipha montalciniae
Blaesoxipha montalciniae är en tvåvingeart som beskrevs av Andy Z. Lehrer 1993. Blaesoxipha montalciniae ingår i släktet Blaesoxipha och familjen köttflugor. Inga underarter finns listade i Catalogue of Life.